# Magnon
Um magnon é uma excitação coletiva da estrutura do spin de um elétron em uma estrutura cristalina.
Na mecânica quântica de onda, um magnon pode ser visto como uma onda de spin quantizada. Como uma quasipartícula, um magnon carrega uma porção fixa de energia e momentum de cristal. Ele possui um spin de ħ (onde ħ é a constante de Planck reduzida).
Em contraste, um fônon é uma excitação coletiva dos átomos e íons de uma estrutura cristalina.

## Breve história
O conceito de magnon foi introduzido por Felix Bloch em 1930 para explicar a redução da magnetização espontânea em um ferromagneto. Na temperatura de zero absoluto, um ferromagneto alcança o estado de menor energia, em que todos os spins atômicos (e portanto momentos magnéticos) apontam para a mesma direção. Enquanto a temperatura aumenta, mais e mais os spins se alteram aleatoreamente da posição original, aumentando assim, a energia interna e reduzindo a magnetização liquida. Se se vê o estado magnetizado perfeitamente à temperatura de zero absoluto como o estado de vácuo do ferromagneto, o estado de baixa temperatura com poucos spins fora do alinhamento pode ser visto como um gás de quasipartículas, no caso magnons. Cada magnon reduz o spin total ao longo da direção da magnetização em uma unidade de ħ e a própria magnetização por γħ, onde γ é a relação giromagnética.
A teoria quantitativa de ondas de spins quantizadas, ou magnons, foi desenvolvida mais tarde por Theodore Holstein, Henry Primakoff (1940) e Freeman Dyson (1950). Usando o formalismo de segunda quantização eles mostraram que os magnons comportam-se como quasipartículas de interações fracas obedecendo a Estatística de Bose-Einstein (os bósons).
Uma detecção experimental direta de magnons por meio da dispersão de nêutrons inelástica em ferrite foi alcançada em 1957 por Bertram Neville Brockhouse. Desde então magnons foram detectados em ferromagnetos, ferrimagnetos e antiferromagnetos.
O fato de que os magnons obedecem a estatística de Bose-Einstein foi confirmado por experimentos de disperção de luz por magnons em 1960 até 1980. De acordo com a teoria clássica, a intensidade das linhas de Stokes e anti-Stoke em espectro de dispersão de luz deveriam ser a mesma. No entanto, foi demonstrado que se a energia de um magnon ħω for comparável ou menor que a energia termal {\displaystyle k_{B}T}, as linhas de Stokes se tornam mais intensivas, uma vez que isso é seguido pela estatísticas de Bose-Einstein. O efeito da condensação de Bose-Einstein dos magnons foi provado recentemente em um antiferromagneto a baixas temperaturas por Nikunin et al. e em ferrimagneto por Demokritov et al. em temperatura ambiente.